# Smaragdsteeltjes-associatie
De smaragdsteeltjes-associatie (Barbuletum convolutae) is een associatie uit het knopmos-verbond (Phasion). Het omvat door eutrafente topkapselmossen gedomineerde pioniervegetatie.

## Naamgeving en codering
| Grimaldietum fragrantis Hadač & Šmarda 1944 |

- Syntaxoncode voor Nederland (rVvN): r61Aa01

De wetenschappelijke naam Barbuletum convolutae is afgeleid van de botanische naam van gewoon smaragdsteeltje (Barbula convoluta), de belangrijkste kensoort van deze associatie. De Nederlandse naam verwijst tevens naar spits smaragdsteeltje en kleismaragdsteeltje.

## Fysiognomie

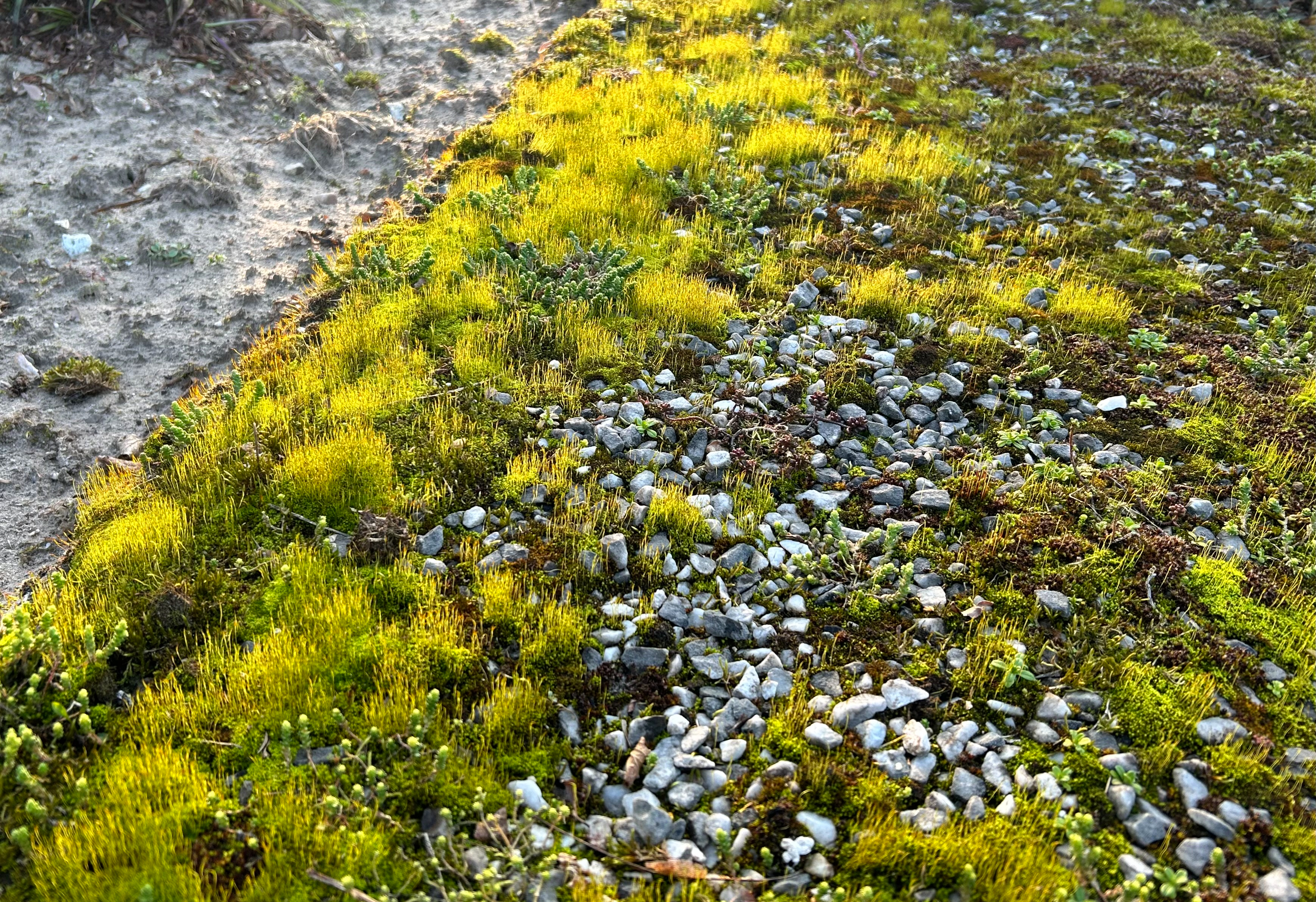
Vroeg voorjaarsaspect van de associatie met rijkelijk kapselende smaragsteeltjes.

De smaragdsteeltjes-associatie is qua fysiognomie vrij duidelijk gekenmerkt door het zeer sterk op de voorgrond treden van topkapselmossen, in het bijzonder soorten uit de kleimosfamilie. Het vegetatieaspect wordt in zeer hoge mate bepaald door de vrijwel altijd dominant optredende associatiekensoort gewoon smaragdsteeltje. De vegetatie heeft een felle, lichtgroene tot geelgroene kleur.
Symmorfologisch gezien is de smaragdsteeltjes-associatie eenvoudig opgebouwd. Meestal wordt de vegetatiestructuur hoofdzakelijk bepaald door een zodevormende, lage moslaag. 
De associatie kan zowel vlakdekkend, lijnvormig en mozaïekvormend voorkomen.

## Ecologie
De smaragdsteeltjes-associatie prefereert kalkrijke, eutrofe tot meso-eutrofe droge standplaatsen in het volle zonlicht. Het substraat betreft meestal droge, kalkhoudende of basenrijke klei-, löss- of zandgrond.
De associatie wordt vaak aangetroffen in allerlei basenrijke milieus waaronder uiterwaarden, begraafplaatsen, leemgroeven, plagplekken, verzoete strandvlakten, in en langs schelpenpaden, spoorlijnen en op steilkanten en open plekken in ijle graslanden van kalkrijke bodems. Ook halfverharde wegen en parkeerplaatsen vormen zeer geschikte milieus. Ook tussen plaveisel en soms zelfs tussen kunstgras kan de associatie optreden.

## Subassociaties in Nederland en Vlaanderen
Binnen de smaragdsteeltjes-associatie worden in Nederland en Vlaanderen twee subassociaties onderscheiden.

### Typische subassociatie
De typische subassociatie (Barbuletum convolutae typicum) omvat vegetatie met een relatief klein aantal diagnostische taxa, maar met een grote dominantie van de kensoort gewoon smaragdsteeltje. De zeldzame associatiekensoorten slijmige kleikorst en metaalzomerkorst kennen in deze subassociatie hun optimum. Ook de klassekensoort parapluutjesmos heeft in deze subassociatie een zeer duidelijk optimum. De Nederlandse syntaxoncode (conform de rVvN) voor deze subassociatie is r61Aa01a.

### Subassociatie met aloëmos
Een subassociatie met aloëmos (Barbuletum convolutae aloinetosum) wordt gedifferentieerd door gewoon aloëmos en spits smaragdsteeltje. Al met al is deze subassociatie net iets soortenrijker en vaak zijn vaatplanten iets beter vertegenwoordigd dan in de typische subassociatie. Typische milieus voor deze gemeenschap, en waar zij vlakdekkend optreed, zijn verzoete strandvlakten en parkeerterreinen van recreatieplassen. De Nederlandse syntaxoncode (conform de rVvN) voor deze subassociatie is r61Aa01b.

## Vegetatiezonering

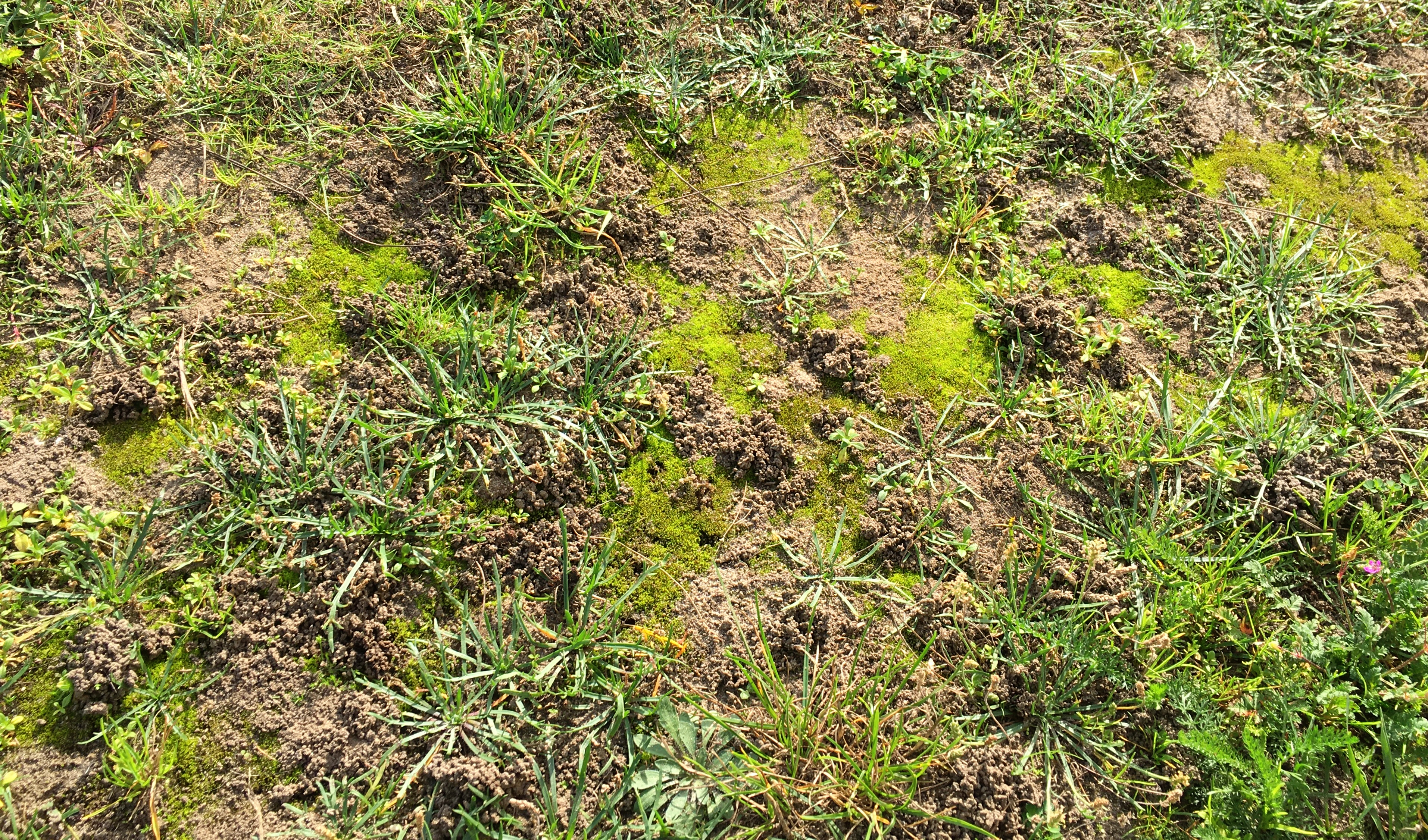
Het begin van de ontwikkeling van de smaragdsteeltjes-associatie als inslaggemeenschap op een ijle plek in een tredvegetatie.

In de vegetatiezonering vormt de smaragdsteeltjes-associatie vaak contactgemeenschappen met syntaxa uit de weegbree-klasse. Ook andere gemeenschappen uit de smaragdsteeltjes-klasse kunnen contactgemeenschappen vormen. Bij trottoirs vormen de associatie van vetmuur en zilvermos en de dambordjes-associatie de meest voorkomende contactgemeenschappen.
Als inslaggemeenschap komt de smaragdsteeltjes-associatie vaak voor in graslanden van het varkensgras-verbond, maar ook in de fakkelgras-orde.

## Verspreiding
Het volledige verspreidingsgebied van de smaragdsteeltjes-associatie op Aarde is (nog) niet bekend. In Nederland is de associatie zeer algemeen; enkel op meest oligotrofe, ombrotrofe en zure, aaneengesloten delen van zandgebieden op de hogere zandgronden in de Veluwe en in Drenthe kan de associatie ontbreken.

## Diagnostische taxa
In de onderstaande synoptische tabel staan de belangrijkste diagnostische taxa van de smaragdsteeltjes-associatie.
Moslaag
| Kentaxon | Triviale naam          | Botanische naam                  | Opmerking |
| -------- | ---------------------- | -------------------------------- | --------- |
| kA       | gewoon smaragdsteeltje | Barbula convoluta                |           |
| kA       | slijmige kleikorst     | Sarcosagium campestre            |           |
| kA       | metaalzomerkorst       | Vezdaea leprosa                  |           |
| kA       | spits smaragdsteeltje  | Pseudocrossidium hornschuchianum |           |
| kA       | gewoon aloëmos         | Aloina aloides                   |           |
| kK       | parapluutjesmos        | Marchantia polymorpha            |           |
| kK       | geelkorrelknikmos      | Bryum barnesii                   |           |
| kK       | grofkorrelknikmos      | Bryum dichotomum                 |           |
| bg       | gewoon purpersteeltje  | Ceratodon purpureus              |           |
| kK       | zilvermos              | Bryum argenteum                  |           |

Kruidlaag
| Kentaxon | Triviale naam    | Botanische naam   | Opmerking |
| -------- | ---------------- | ----------------- | --------- |
| bg       | straatgras       | Poa annua         |           |
| bg       | liggende vetmuur | Sagina procumbens |           |
| bg       | vroegeling       | Erophila verna    |           |

## Fotogalerij

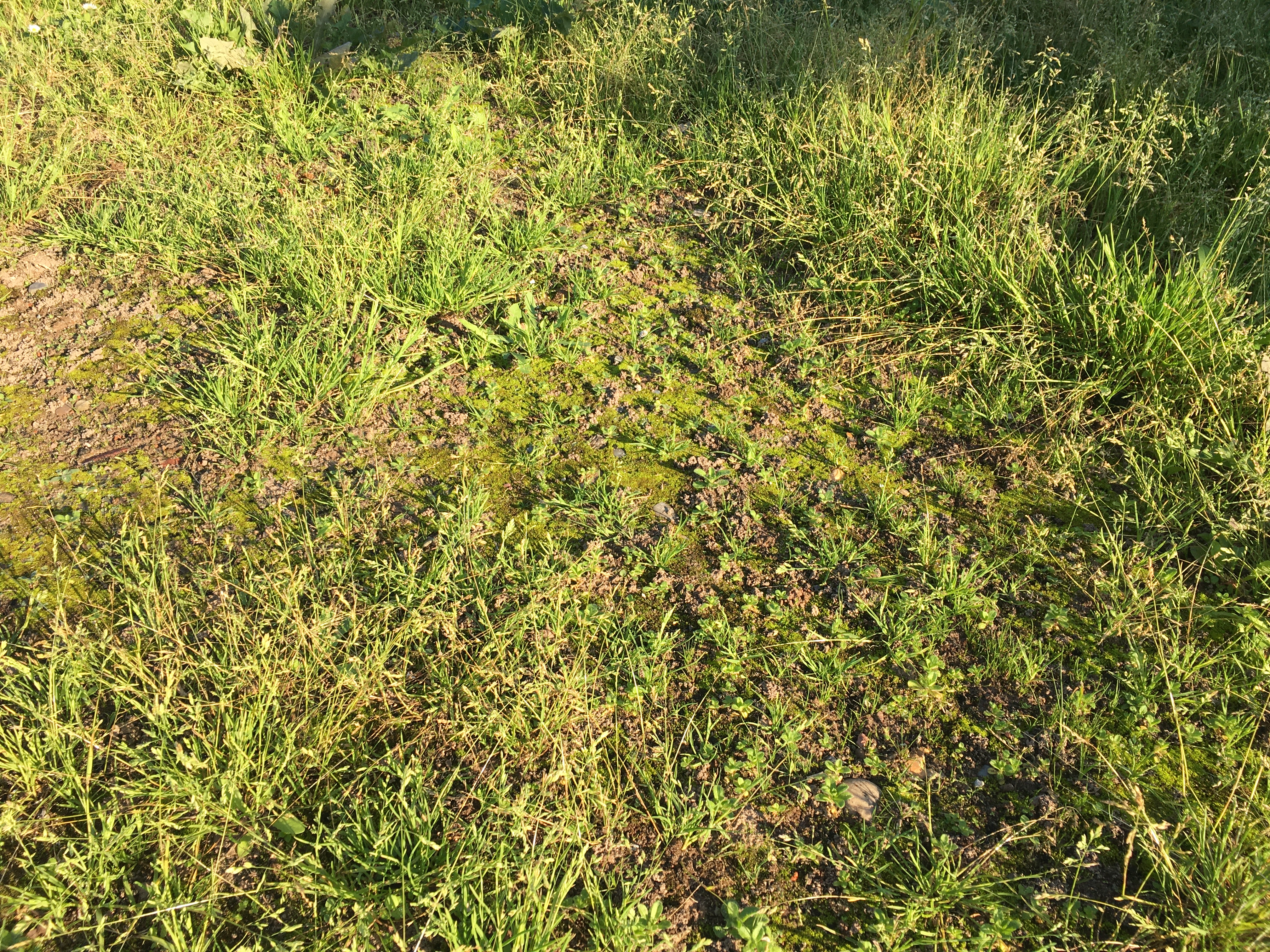
Zomeraspect van de associatie als inslaggemeenschap
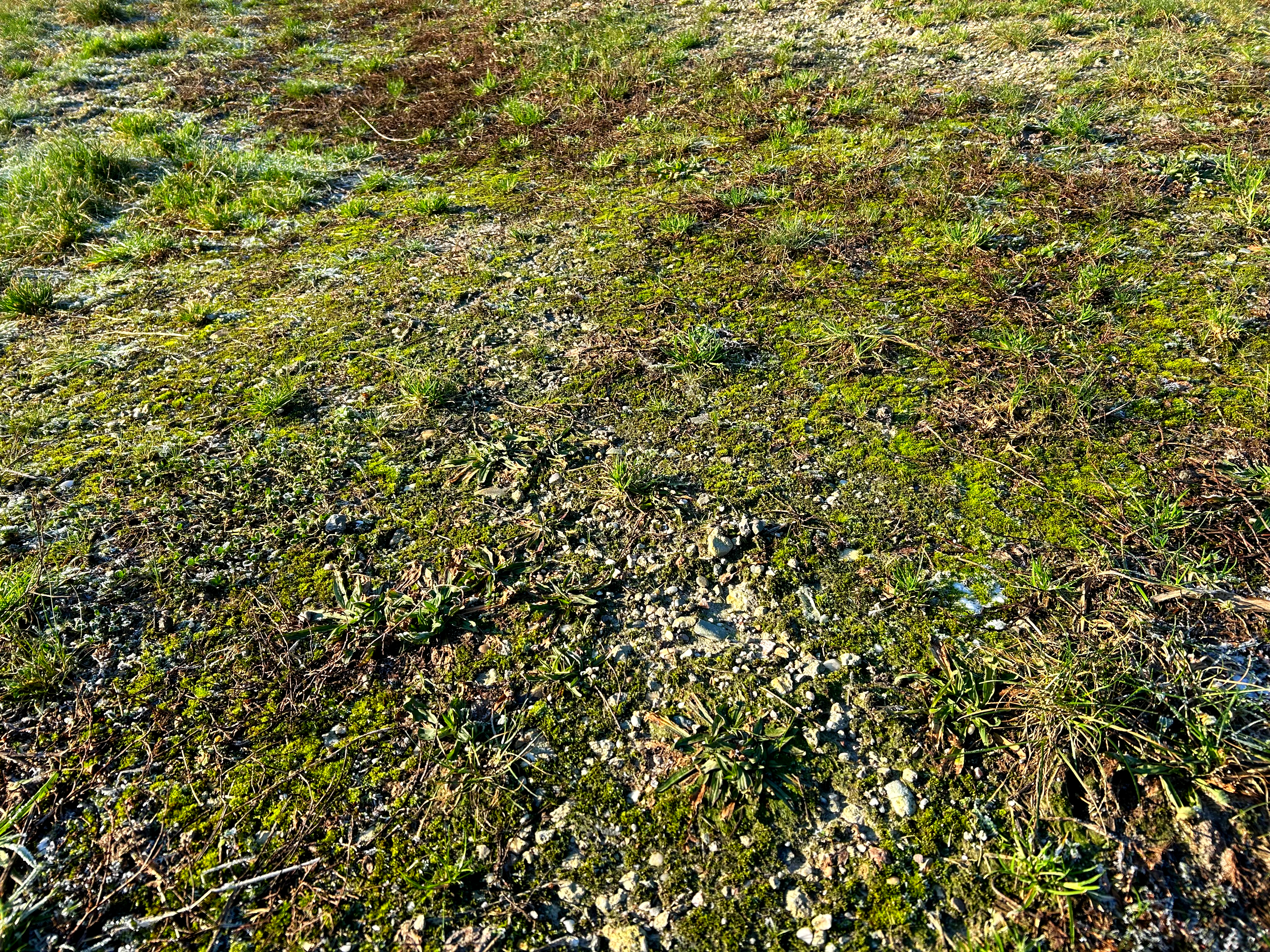
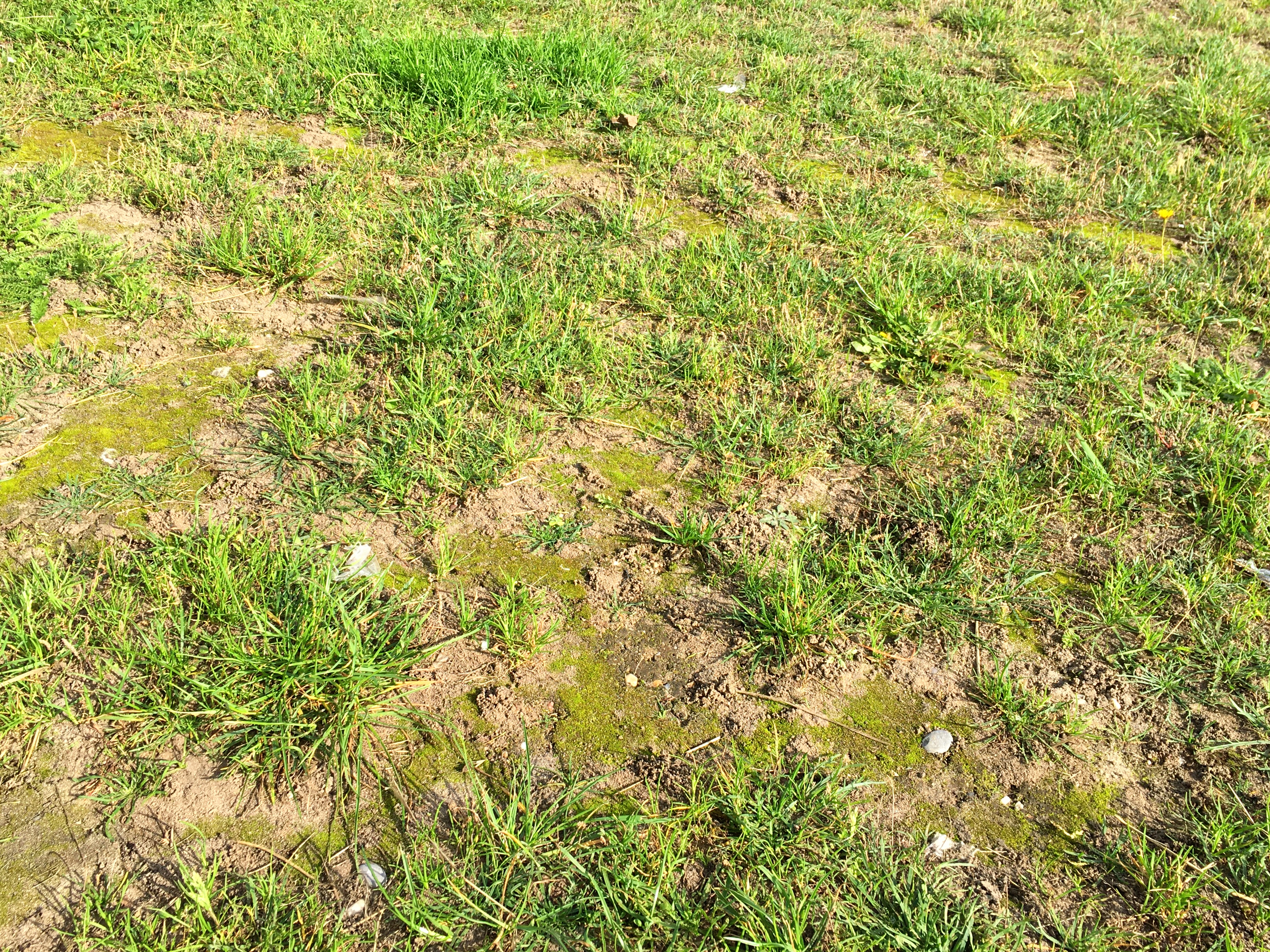
De smaragdsteeltjes-associatie in mozaïek met de associatie van Engels raaigras en grote weegbree
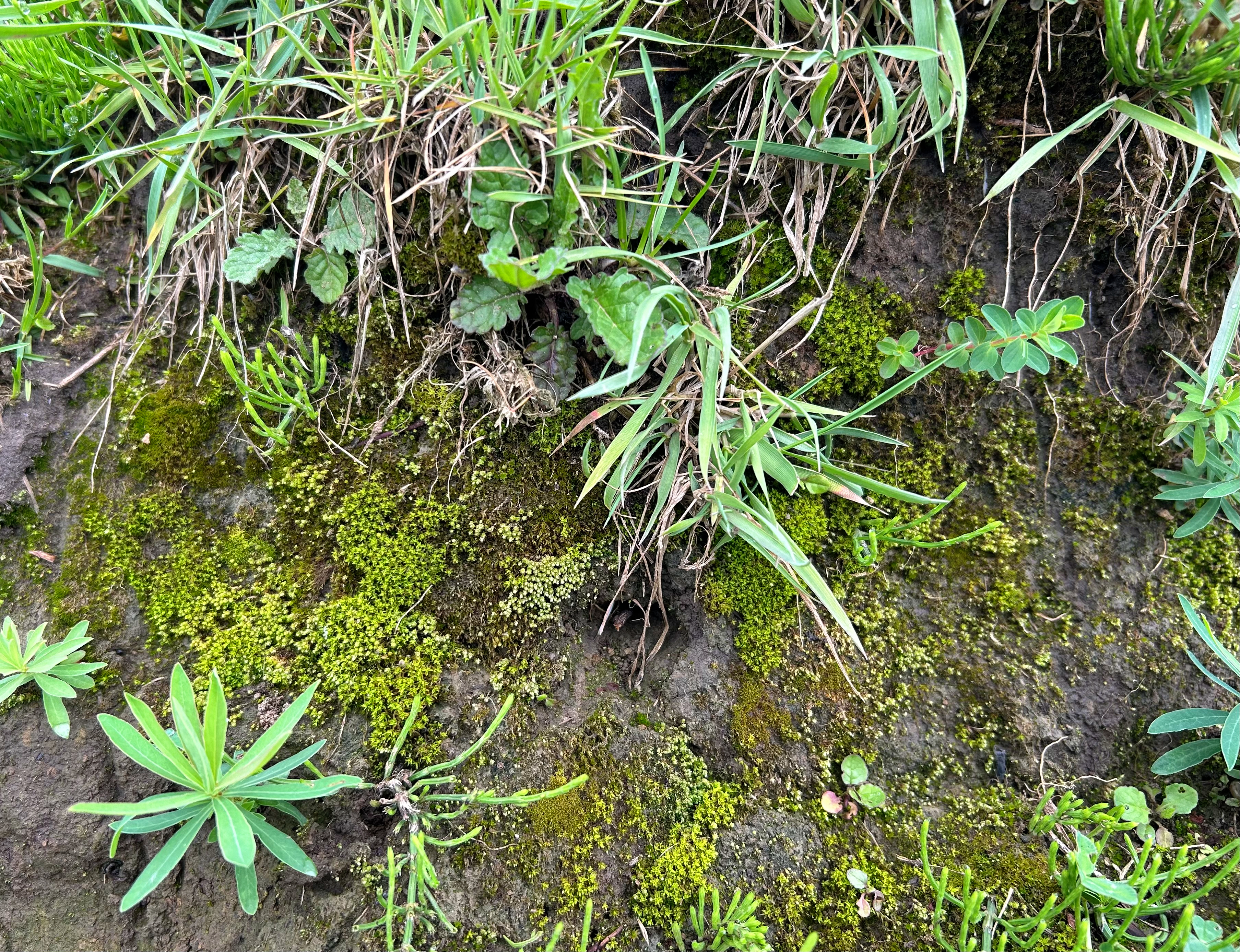
De associatie op een kleiige steilkant